# Isabelle Beckers
Isabelle Beckers (4 maart 1983) is een Belgische wielrenster. Ze reed van 2014 tot 2018 bij Lotto Soudal Ladies en in 2013 voor het Zwitserse Bigla Pro Cycling Team.
In 2015 behaalde ze de vierde plek tijdens het Belgisch kampioenschap tijdrijden voor dames elite, in 2016 won ze brons, in 2017 zilver en in 2018 werd ze zesde. In 2016 werd ze veertiende in de Chrono Champenois en in 2017 twaalfde in de Chrono des Nations.

## Palmares
2016
- Belgisch kampioenschap tijdrijden, elite

2017
- Belgisch kampioenschap tijdrijden, elite